# 專利師
專利師，是一項依據《專利法》及《專利師法》而設置的專門職業頭銜，主要業務依據前項兩法規定，可代理執行專利相關業務。

## 歷史
自2007年7月11日由總統華總一義字第09600089611號令制定公布專利師法後，專利師的職業頭銜才正式誕生。
專利師的英文名詞為「Patent Attorney」。

## 專利業務
根據《專利法》第11條第3項之規定：「代理人，除法令另有規定外，以專利師為限。」
在台灣，除了專利師之外，根據《律師法》，律師也可以執行相關專利業務。
另外，專利師可辦理專利訴願或專利訴訟，因此可出庭辯論，在訴訟中其主要任務是作專利技術分析。專利師的法袍顏色為黑底鑲黃邊。

## 專利師節
配合2018年為《專利師法》施行十週年，中華民國內政部指定4月26日「專利師節」。4月26日同時為世界智慧財產權組織所指定的「世界智慧財產權日」（World Intellectual Property Day）。

## 專利師資格
若欲成為專利師，首先必須報考考選部每年舉辦的專門職業及技術人員高等考試，及格者可獲得「專利師考試及格證書」。
及格後，接著必須參加中華民國專利師公會所辦理的職前訓練與研習實務，順利結業才可取得「專利師證書」。
最後，取得證書者必須先加入中華民國專利師公會，成為會員後才可正式執業。

## 專利師考試

### 參加資格
1. 必須有中華民國教育部承認的專科以上學校，包含理、工、醫、農、生命科學、生物科技、智慧財產權、設計、法律、資訊、管理、商學等相關學院、科、系、組、所、學程畢業，領有畢業證書。
2. 公務人員普通考試技術類科考試及格，並曾任有關職務滿四年，有證明文件。

### 專業科目
1. 專利法規。
2. 專利行政與救濟法規。
3. 專利審查基準與實務。
4. 普通物理與普通化學。
5. 專業英文或專業日文（任選一科）。
6. 工程力學或生物技術或電子學或物理化學或工業設計或計算機結構（任選一科）。
7. 專利代理實務。

從2017年起，以總分達到全程到考人數百分之十六或平均六十分為及格，但有一科成績為零分或總成績未滿五十分者，均不予及格。

### 評價
美國（37 CFR § 11.7）、中國大陸（專利代理條例第15條）、歐洲（European qualifying examination第11條）的專利師或專利代理人考試，皆限制必須具有理工技術（scientific or technical）背景者才可應試。
台灣與國際不同之處在於，秉持著「平等權」，對於學歷資格不設限制，讓任何自然、人文科系背景者都可參加專利師考試。
不過，有鑑於專利制度的國際化，為了契合國際對於理工技術背景之要求，設立普通物理、普通化學等大學一年級基本常識科目，且其題型是採單一選擇題，加上應試者本身應該有一技之長的專業科目，作為台灣專利師考科。

## 相關法律
- 專利法 （页面存档备份，存于）
- 專利師法 （页面存档备份，存于）
- 專門職業及技術人員高等考試專利師考試規則 （页面存档备份，存于）

## 外部連結
- 中華民國專利師公會 （页面存档备份，存于）